# عود خيطي
عود خيطي (الاسم العلمي:Aquilaria filaria) هو نوع من النباتات يتبع جنس العود من الفصيلة المثنانية.